# گلدفیلد (نوادا)
گولدفیلد، نوادا (به انگلیسی: Goldfield, Nevada) یک محدوده ثبت‌نشده در ایالات متحده آمریکا است که در شهرستان اسمرالدا، نوادا واقع شده‌است.

## خصوصیات
گولدفیلد ۲۶۸ نفر جمعیت دارد.